# Lepus mandschuricus
La lepre della Manciuria (Lepus mandschuricus Radde, 1861) è un mammifero lagomorfo della famiglia dei Leporidi.

## Distribuzione
la specie è diffusa lungo il bacino dell'Amur, pertanto il suo areale si estende fra la Russia sud-orientale, la Manciuria (da cui il nome comune e quello scientifico) e la Corea del Nord, dove tuttavia la si trova solo ad altezze elevate.

## Descrizione

### Dimensioni
Misura fino a mezzo metro di lunghezza (pur mantenendosi di norma più piccola), per un peso che non supera i 2 kg.

### Aspetto
Il corpo è corto e compatto, con grossa testa sormontata da orecchie di medie dimensioni.
Il pelo è corto e soffice, di colore grigio sul dorso e beige su fianchi e ventre: il passaggio da un colore all'altro è netto e non graduale, e spesso sui fianchi e sulla testa sono presenti variegature dei due colori, caratteristiche per ciascun individuo.
Nel complesso, somiglia molto alla congenere ed affine lepre coreana (Lepus coreanus), con la quale viene infatti spesso confusa in quanto le due specie hanno areale parzialmente sovrapposto: ad un esame più approfondito, la lepre della Manciuria presenta tuttavia zampe posteriori più corte ed orecchie di minori dimensioni in proporzione al corpo.

## Biologia
Si tratta di animali schivi e solitari, dalle abitudini prevalentemente crepuscolari e notturne: durante il giorno, riposano nel folto dei cespugli, pronti però a balzare via al minimo segnale di pericolo. La fuga segue una caratteristica traiettoria zigzagata, atta a disorientare l'inseguitore ed a guadagnare terreno: l'animale si rifugia poi nel folto della vegetazione e lì rimane, perfettamente immobile, aspettando che il pericolo sia passato.

### Alimentazione
Si tratta di animali essenzialmente erbivori, che prediligono foglie, germogli ed erbe, ma mangiano qualsiasi sostanza di origine vegetale della quale riescano ad aver ragione grazie alla dentatura robusta.

Come gli altri Lagomorfi, anche la lepre della Manciuria è solita praticare la coprofagia, al fine di estrarre dal cibo la maggiore quantità possibile di nutrienti.

### Riproduzione
Sostanzialmente simile a quella della lepre comune (Lepus europaeus), sebbene in questa specie la gravidanza sia leggermente più lunga ed il numero medio di cuccioli per nidiata inferiore.